# 莱维拉尔叙托讷
莱维拉尔叙托讷（法語：Les Villards-sur-Thônes，法語發音：[le vilaʁ syʁ ton]，意为“托讷上方的莱维拉尔”）是法国上萨瓦省的一个市镇，位于该省东部，阿尔卑斯山区的峡谷之中，属于阿讷西区。

## 地名
与通常在法语地名中表示“在……河畔”之意的“sur”不同，该地名Les Villards-sur-Thônes中的“sur”意为“在……上方”，表示名为莱维拉尔（Les Villards）的该地与托讷（Thônes）的位置关系，且事实上在该地附近也并无“托讷河”存在。

## 地理
莱维拉尔叙托讷（45°54'26"N, 6°21'57"E）面积13.32 平方千米，位于法国奥弗涅-罗讷-阿尔卑斯大区上萨瓦省，该省份为法国东部省份，历史上为薩伏依的一部分，北与瑞士接壤，西接安省，南至萨瓦省，东与瑞士和意大利接壤。
与莱维拉尔叙托讷接壤的市镇（或旧市镇、城区）包括：拉克吕萨、圣让德西克斯特、托讷。
莱维拉尔叙托讷的时区为UTC+01:00、UTC+02:00（夏令时）。

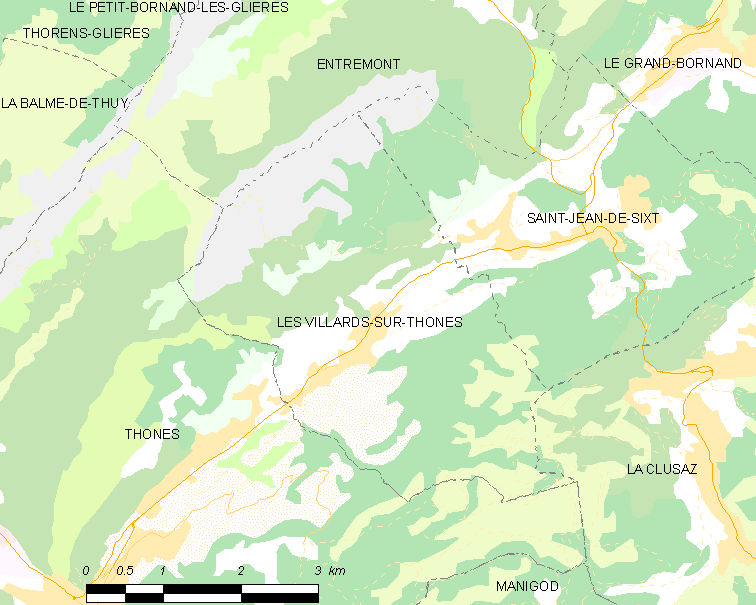
莱维拉尔叙托讷的OSM定位图

## 行政
莱维拉尔叙托讷的邮政编码为74230，INSEE市镇编码为74302。

## 政治
莱维拉尔叙托讷所属的省级选区为法韦日-塞特内县。

## 人口

1962-2008年间莱维拉尔叙托讷人口变化图示

莱维拉尔叙托讷于2022年1月1日时的人口数量为1121人。